# LuLIS
LuLIS (Luftlägesinformationssystem) är ett svenskt system för att överföra luftlägesinformation till egna förband både för varning och bekämpning. Systemet ersatte flera tidigare system som Lufor, Lvorder, Flyglarm och Flygbasalarmering.
Systemet utnyttjar Teracoms nät av FM-sändare för att sända ut informationen med hjälp av en underbärvåg på 76 kHz.